# エウロギウス
コルドバの聖エウロギウス（スペイン語: San Eulogio de Córdoba, ラテン語: Sanctus Eulogius Cordobae; 800年 - 859年3月11日）は、9世紀コルドバのキリスト教聖職者。カトリック教会・正教会で聖人。正教会では神品致命者。コルドバにおける殉教聖人のひとり。後ウマイヤ朝君主アブド・アッラフマーン2世からその子ムハンマド1世の治世に活躍した。
アンダルス時代における反イスラーム主義でも知られる。彼は850年から859年にかけて、キリスト教徒たちがイスラーム信仰を批判し死刑に処された一連の事件に共感を覚え、彼らの行動を殉教としてその殉教記を記した。彼自身も859年にイスラームを公然と批判したことで逮捕され処刑された。

## 来歴
エウロギウスの親友アルヴァルスの著書『エウロギウス伝』（ラテン語: Vita Eulogii）によれば、エウロギウスはコルドバの貴族の家系に生まれた。彼は純血のヒスパノ＝ローマ人であり、アラブ人の血は一滴も混じっていなかったという。
エウロギウスは両親によって聖ソイロ教会の修道院に預けられ、そこでスペラインデオに師事して哲学、神学、ラテン語、アラビア語を学び、修行に励んだ。アルヴァルスとの友情はこのときから始まったと記されている。二人の師であったスペラインデオは三位一体の公式教義とそれに反する異端に関しての研究を行っており、そのためイスラームに対しても当時のアンダルスでもっとも厳しい見方をとるキリスト教知識人の一人だった。エウロギウスやアルヴァルスの反イスラーム主義はこの時代に培われたとされている。
青年となったエウロギウスは助祭、続いて司祭に昇格し、殉教事件の直前には聖職者教育の教師となった。彼はスペイン北部でコルドバ＝アミール国に抵抗するキリスト教徒の支配地域に2回赴き、その地の聖職者との交流を深めるとともに、イスラームに対する敵対心を増大させた。彼が「殉教」事件に遭遇したのは、2回目の旅行を終えてコルドバに戻ってきた直後のことであった。

## 殉教記の執筆
西暦851年6月3日、かつてコルドバ＝アミール国のカーティブ・アッ・ズィンマーム（ズィンマの書記）であったキリスト教徒イサークはイスラーム法の裁判官の面前でイスラームとその預言者ムハンマドを批判し、アブド・アッラフマーン2世によって斬首刑に処された。これ以降も続々と官吏の目の前でイスラームや預言者ムハンマドを批判するキリスト教徒が現れ、死刑になった。アブド・アッラフマーン2世は驚くとともに激怒し、イスラームに対する批判はどのような理由があれ死刑であるという法令を改めて発布し強調した。しかし後継者であるムハンマド1世が即位して後もこのような事態は続き、キリスト教徒に対する警戒感が高まった。ムハンマド1世はキリスト教徒の官吏を追放し、これまで無視されてきたズィンミーに対する権利制限を厳格に施行するなどズィンミーに対する抑圧を強化する政策を採った。
このような状況で、キリスト教社会の殉教者に対する意見は二分された。当初は処刑された人々への同情が強かったが、アミールとその政府がキリスト教に対する圧迫を強めると、多くのキリスト教徒が態度を翻し、「個人的な魂の救済のために共同体を危機にさらした。」と殉教者を非難した。
これに対してエウロギウスは親友であるアルヴァルスとともに殉教者を熱烈に擁護し、彼らの徳と勇気を賞賛した。また彼は殉教記の中で批判者たちに反論を行った。彼は上に記した反イスラーム主義的態度をもってムハンマドとイスラームを攻撃し、「イスラームがキリスト教と同系の宗教である以上、公然と罵倒を加え、無用ないさかいを引き起こす必要はなかった。」とする批判者たちの意見に対しては、「イスラームがキリスト教（カトリック）の根本教義である三位一体を否定し、イエス・キリストを被造物であるとして冒涜している」以上批判者のように両宗教の同質性に言及し、殉教の意義を軽視する意見は誤っていると反論した。さらに彼らのイスラームに対する融和的態度自体が「キリスト教の唯一性と絶対的優越性を自ら放棄するもの」であるとして厳しく批判した。また上にも述べたようにキリスト教への抑圧に言及し、「ズィンミーとしての権利制限は殉教を志願すべき程度の迫害ではない」とする意見も批判した。

## 処刑
最終的に、エウロギウス自身もイスラーム教徒をキリスト教に改宗させた罪に問われ投獄された。彼は裁判においても預言者ムハンマドとイスラームを激しく批判した。裁判官はキリスト教社会の実力者であるエウロギウスを処刑することをためらい、アミールとその重臣たちに相談した。重臣たちの中でキリスト教徒に同情的なものもおり、彼らは「形だけでも反省の態度を見せるのならば寛大な処置をアミールにお願いできる」とエウロギウスの説得を試みたが、エウロギウスは断固としてこれを拒み、イスラームとムハンマドへの公然たる批判をやめなかった。最終的に彼は西暦859年3月11日に斬首刑に処された。

## イスラームに対する見解
イスラームの預言者ムハンマドやイスラームについて批判的意見を持っていた。彼の著作にはイスラームに対する批判が見て取れる。彼はたびたびイスラーム教徒を「卑しい異教徒」と表現していた。

### ズィンミーの処遇に関して
彼はイスラーム教徒によるキリスト教徒への迫害・差別について語っている。彼は教会の新築禁止規定、ジズヤの支払い、そしてキリスト教信仰への敵意がいかにキリスト教徒を苦しめているかを自著で述べ、殉教者たちの行動を賞賛した。

### 天国に関して
イスラームには「男性は天国で72人の処女（フーリー）とセックスを楽しむことができる。彼女たちは何回セックスを行っても処女膜が再生するため、永遠の処女である。また決して悪酔いすることのない酒や果物、肉などを好きなだけ楽しむことができる。」とする天国の描写がある。エウロギウスはこれをとりあげ、これは「売春宿」だと述べ、ムハンマドは自身の官能的欲求に合わせてキリスト教の天国を作り変えこのような話をでっち上げたのだと述べた。

### ムハンマドに関して
ムハンマドについても彼は批判している。ムハンマドとザイナブ・ビント・ジャフシュとの結婚に関しては「同国人のザイドの妻ザイナブの美しさに目が眩み、まるで理性のない馬やラバのように、野蛮な法を根拠として彼女を奪って姦通し、それを天使の命令で行ったのだと述べた。こうした人物が、どのようにして預言者の一人とみなされるのか、又どうして天の呪いで罰せられずに済むのか。」とムハンマドを批判した。彼はムハンマドを「悪魔にたぶらかされた偽預言者」としており、「反キリスト」の一人であるともしている。